# ۴۲۳ (قمری)
۴۲۳ (قمری)، چهارصد و بیست و سومین سال در گاهشماری هجری قمری است. اول محرم این سال برابر با بیست و پنجم دسامبر سال ۱۰۳۱ میلادی است.